# 23681 Prabhu
23681 Prabhu è un asteroide della fascia principale. Scoperto nel 1997, presenta un'orbita caratterizzata da un semiasse maggiore pari a 2,6727810 UA e da un'eccentricità di 0,0376090, inclinata di 3,73087° rispetto all'eclittica.